# Campeonato Potiguar de Futebol
O Campeonato Potiguar de Futebol é a competição organizada desde 1919 pela Liga de Desportos Terrestres do Rio Grande do Norte (que se transformou sucessivamente em Associação Riograndense de Atletismo, Federação Norteriograndense de Desportos, e por fim, em Federação Norte-rio-grandense de Futebol) para a disputa do título estadual entre os clubes de futebol deste estado.
Até o ano de 2000, a competição havia tido apenas cinco campeões, todos da capital Natal: ABC, Alecrim, América, Centro Esportivo, Santa Cruz Esporte e Cultura.
Desde a sua criação, o campeonato só deixou de ser disputado no ano de 1942, devido ao fato de Natal ser considerada uma cidade de vital importância para a campanha norte-americana contra o Eixo durante a Segunda Guerra Mundial na Europa e África.
A partir de 2001, o que se viu foi um fortalecimento dos times do interior do estado, que conquistaram cinco títulos em treze anos: o Corintians de Caicó venceu em 2001; o Potiguar de Mossoró foi campeão em 2004 e 2013; o Baraúnas, da mesma cidade, foi campeão em 2006; o ASSU foi campeão em 2009; e o Globo, de Ceará-Mirim, sagrou-se campeão em 2021.
A equipe que mais venceu o Campeonato Potiguar é o ABC, com 57 títulos conquistados, sendo o recordista mundial de títulos em uma mesma competição no mundo e maior campeão estadual do Brasil.

## Campeões
|     | Ano     | Campeão                                                  | Vice-campeão                                             | 3º colocado                                              | Artilheiro                                               | Gols                                                     |
| --- | ------- | -------------------------------------------------------- | -------------------------------------------------------- | -------------------------------------------------------- | -------------------------------------------------------- | -------------------------------------------------------- |
| 1   | 1919    | América (1)                                              | Centro Esportivo (1)                                     | ABC                                                      |                                                          |                                                          |
| 2   | 1920(1) | América (2) ABC (1)                                      | Centro Esportivo (2)                                     | ABC                                                      |                                                          |                                                          |
| 3   | 1921(2) | Centro Esportivo (1) ABC (2)                             | América (1)                                              |                                                          |                                                          |                                                          |
| 4   | 1922    | América (3)                                              | ABC (1)                                                  |                                                          |                                                          |                                                          |
| 5   | 1923    | ABC (3)                                                  | América (2)                                              |                                                          |                                                          |                                                          |
| 6   | 1924    | Alecrim (1) América (4)                                  |                                                          |                                                          |                                                          |                                                          |
| 7   | 1925(3) | Alecrim (2) ABC (4)                                      | América (3)                                              |                                                          |                                                          |                                                          |
| 8   | 1926    | ABC (5) América (5)                                      |                                                          |                                                          |                                                          |                                                          |
| 9   | 1927    | América (6)                                              | ABC (2)                                                  | SC de Natal                                              |                                                          |                                                          |
| 10  | 1928    | ABC (6)                                                  | América (4)                                              | Alecrim                                                  |                                                          |                                                          |
| 11  | 1929    | ABC (7)                                                  | América (5)                                              | SC de Natal                                              |                                                          |                                                          |
| 12  | 1930    | América (7)                                              | ABC (3)                                                  | SC de Natal                                              |                                                          |                                                          |
| 13  | 1931    | América (8)                                              | ABC (4)                                                  | SC de Natal                                              |                                                          |                                                          |
| 14  | 1932    | ABC (8)                                                  | SC de Natal (1)                                          | América                                                  |                                                          |                                                          |
| 15  | 1933    | ABC (9)                                                  | América (6)                                              | Baixa Verde                                              |                                                          |                                                          |
| 16  | 1934    | ABC (10)                                                 | América (7)                                              | SC de Natal                                              |                                                          |                                                          |
| 17  | 1935    | ABC (11)                                                 | América (8)                                              |                                                          |                                                          |                                                          |
| 18  | 1936    | ABC (12)                                                 | SC de Natal (2)                                          |                                                          |                                                          |                                                          |
| 19  | 1937    | ABC (13)                                                 | América (9)                                              |                                                          | Hermes (ABC)                                             | 11                                                       |
| 20  | 1938    | ABC (14)                                                 | América (10)                                             |                                                          | Xixico (ABC)                                             | 9                                                        |
| 21  | 1939    | ABC (15)                                                 | América (11)                                             | Alecrim                                                  | Xixico (ABC)                                             | 7                                                        |
| 22  | 1940    | ABC (16)                                                 | América (12)                                             |                                                          | Albano (ABC)                                             | 13                                                       |
| 23  | 1941    | ABC (17)                                                 | Santa Cruz (1)                                           |                                                          | Hermes (ABC)                                             | 9                                                        |
| --- | 1942    | Campeonato não realizado devido à Segunda Guerra Mundial | Campeonato não realizado devido à Segunda Guerra Mundial | Campeonato não realizado devido à Segunda Guerra Mundial | Campeonato não realizado devido à Segunda Guerra Mundial | Campeonato não realizado devido à Segunda Guerra Mundial |
| 24  | 1943    | Santa Cruz (1)                                           | América (13)                                             | ABC                                                      | Wilson (Atlético)                                        | 18                                                       |
| 25  | 1944    | ABC (18)                                                 | América (14)                                             | Atlético Potiguar                                        | Tico (ABC)                                               | 13                                                       |
| 26  | 1945    | ABC (19)                                                 | América (15)                                             |                                                          | Tico (ABC)                                               | 11                                                       |
| 27  | 1946    | América (9)                                              | ABC (5)                                                  |                                                          | Viana (América)                                          | 10                                                       |
| 28  | 1947    | ABC (20)                                                 | Santa Cruz (2)                                           | América                                                  | Pernambucano (América)                                   | 13                                                       |
| 29  | 1948    | América (10)                                             | ABC (6)                                                  | Potiguar                                                 | Pernambucano (América)                                   | 14                                                       |
| 30  | 1949    | América (11)                                             | ABC (7)                                                  | União                                                    | Dieb (América)                                           | 12                                                       |
| 31  | 1950    | ABC (21)                                                 | Santa Cruz (3)                                           | União                                                    | Ubarana (América)                                        | 11                                                       |
| 32  | 1951    | América (12)                                             | ABC (8)                                                  | Santa Cruz                                               |                                                          |                                                          |
| 33  | 1952    | América (13)                                             | Santa Cruz (4)                                           | Riachuelo                                                | Gilvandro (América)                                      | 13                                                       |
| 34  | 1953    | ABC (22)                                                 | América (16)                                             | Santa Cruz                                               | Gilvandro (América)                                      | 15                                                       |
| 35  | 1954    | ABC (23)                                                 | América (17)                                             | Alecrim                                                  | Oliveira (ABC)                                           | 16                                                       |
| 36  | 1955    | ABC (24)                                                 | América (18)                                             | Alecrim                                                  | Macáu (ABC)                                              | 12                                                       |
| 37  | 1956    | América (14)                                             | ABC (9)                                                  | Santa Cruz                                               | Saquinho (América)                                       | 10                                                       |
| 38  | 1957    | América (15)                                             | ABC (10)                                                 | Alecrim                                                  | Saquinho (América)                                       | 12                                                       |
| 39  | 1958    | ABC (25)                                                 | América (19)                                             | Riachuelo                                                | Delgado (ABC)                                            | 14                                                       |
| 40  | 1959    | ABC (26)                                                 | América (20)                                             | Santa Cruz                                               | Cocó (ABC)                                               | 13                                                       |
| 41  | 1960    | ABC (27)                                                 | Alecrim (1)                                              | Riachuelo                                                | Cocó (ABC)                                               | 14                                                       |
| 42  | 1961    | ABC (28)                                                 | Atlético Potiguar (1)                                    | Riachuelo                                                | Wallace (ABC)                                            | 13                                                       |
| 43  | 1962    | ABC (29)                                                 | Globo SC (2)                                             | Riachuelo                                                | Jonas (Alecrim)                                          | 14                                                       |
| 44  | 1963    | Alecrim (3)                                              | ABC (11)                                                 | Ferroviário                                              | Oziel (Alecrim)                                          | 13                                                       |
| 45  | 1964    | Alecrim (4)                                              | ABC (12)                                                 | Ferroviário                                              | Duranga (ABC)                                            | 12                                                       |
| 46  | 1965    | ABC (30)                                                 | Alecrim (2)                                              | Ferroviário                                              | Dão (ABC)                                                | 13                                                       |
| 47  | 1966    | ABC (31)                                                 | Alecrim (3)                                              | América                                                  | Dão (ABC)                                                | 18                                                       |
| 48  | 1967    | América (16)                                             | Riachuelo (1)                                            | ABC                                                      | Evaldo (América)                                         | 16                                                       |
| 49  | 1968    | Alecrim (5)                                              | ABC (13)                                                 | América                                                  | Icário (Alecrim)                                         |                                                          |
| 50  | 1969    | América (17)                                             | ABC (14)                                                 | Alecrim                                                  | Dagadão (América)                                        | 13                                                       |
| 51  | 1970    | ABC (32)                                                 | América (21)                                             | Alecrim                                                  | Petinha (ABC)                                            | 14                                                       |
| 52  | 1971    | ABC (33)                                                 | América (22)                                             | Força e Luz                                              | Alberí (ABC)                                             | 16                                                       |
| 53  | 1972    | ABC (34)                                                 | Alecrim (4)                                              | América                                                  | Alberí (ABC)                                             | 10                                                       |
| 54  | 1973    | ABC (35)                                                 | América (23)                                             | Força e Luz                                              | Santa Cruz (América)                                     | 11                                                       |
| 55  | 1974    | América (18)                                             | ABC (15)                                                 | Força e Luz                                              | Jangada (América)                                        | 9                                                        |
| 56  | 1975    | América (19)                                             | ABC (16)                                                 | Potiguar                                                 | Élcio (América) Edvaldo (ABC)                            | 14                                                       |
| 57  | 1976    | ABC (36)                                                 | América (24)                                             | Potiguar                                                 | Reinaldo (ABC)                                           | 19                                                       |
| 58  | 1977    | América (20)                                             | ABC (17)                                                 | Potiguar                                                 | Aluísio (América)                                        | 16                                                       |
| 59  | 1978    | ABC (37)                                                 | América (25)                                             | Potiguar                                                 | Oliveira (ABC)                                           | 16                                                       |
| 60  | 1979    | América (21)                                             | ABC (18)                                                 | Baraúnas                                                 | Oliveira (ABC)                                           | 12                                                       |
| 61  | 1980    | América (22)                                             | ABC (19)                                                 | Baraúnas                                                 | Paulo César (América)                                    | 17                                                       |
| 62  | 1981    | América (23)                                             | Baraúnas (1)                                             | ABC                                                      | Sandoval (América)                                       | 14                                                       |
| 63  | 1982    | América (24)                                             | Alecrim (5)                                              | ABC                                                      | Marinho (América)                                        | 16                                                       |
| 64  | 1983    | ABC (38)                                                 | América (26)                                             |                                                          | Silva (ABC)                                              | 32                                                       |
| 65  | 1984    | ABC (39)                                                 | América (27)                                             | Baraúnas                                                 | Marinho (ABC)                                            | 19                                                       |
| 66  | 1985    | Alecrim (6)                                              | América (28)                                             | ABC                                                      | Curió (Alecrim)                                          | 15                                                       |
| 67  | 1986    | Alecrim (7)                                              | ABC (20)                                                 | América                                                  | Curió (Alecrim)                                          | 14                                                       |
| 68  | 1987    | América (25)                                             | Baraúnas (2)                                             | Riachuelo                                                | Silva (América)                                          | 12                                                       |
| 69  | 1988    | América (26)                                             | ABC (21)                                                 | Baraúnas                                                 | Baíca (América) Roberto (Potiguar)                       | 13                                                       |
| 70  | 1989    | América (27)                                             | ABC (22)                                                 | Alecrim                                                  | Zinho (ABC)                                              | 18                                                       |
| 71  | 1990    | ABC (40)                                                 | América (29)                                             | Alecrim                                                  | Romero (Baraúnas)                                        | 8                                                        |
| 72  | 1991    | América (28)                                             | ABC (23)                                                 | Potiguar                                                 | Cacau (Potiguar)                                         | 14                                                       |
| 73  | 1992    | América (29)                                             | ABC (24)                                                 | Desportiva                                               | Paloma (América)                                         | 11                                                       |
| 74  | 1993    | ABC (41)                                                 | América (30)                                             | Corintians                                               | Cláudio José (ABC)                                       | 22                                                       |
| 75  | 1994    | ABC (42)                                                 | América (31)                                             | Corintians                                               | Ronílson (ABC)                                           | 23                                                       |
| 76  | 1995    | ABC (43)                                                 | Desportiva (1)                                           | Corintians                                               | Oliveira (ABC)                                           | 12                                                       |
| 77  | 1996    | América (30)                                             | ABC (25)                                                 | Corintians                                               | Claudinho (ABC)                                          | 20                                                       |
| 78  | 1997    | ABC (44)                                                 | Potiguar (1)                                             | América                                                  | Claudinho (ABC) Cicero Ramalho (Potiguar)                | 17                                                       |
| 79  | 1998    | ABC (45)                                                 | América (32)                                             | Baraúnas                                                 | Sérgio Alves (ABC)                                       | 10                                                       |
| 80  | 1999    | ABC (46)                                                 | América (33)                                             | Baraúnas                                                 | Sérgio Alves (ABC)                                       | 18                                                       |
| 81  | 2000    | ABC (47)                                                 | São Gonçalo (1)                                          | América                                                  | Leonardo (ABC)                                           | 25                                                       |
| 82  | 2001    | Corintians (1)                                           | América (34)                                             | ABC                                                      | Sérgio Alves (ABC)                                       | 21                                                       |
| 83  | 2002    | América (31)                                             | Corintians (1)                                           | São Gonçalo                                              | Sandro Gaúcho (América)                                  | 12                                                       |
| 84  | 2003    | América (32)                                             | São Gonçalo (2)                                          | Corintians                                               | Júnior Bahia (Corintians)                                | 13                                                       |
| 85  | 2004    | Potiguar (1)                                             | América (35)                                             | São Gonçalo                                              | Canindezinho (Potiguar)                                  | 14                                                       |
| 86  | 2005    | ABC (48)                                                 | América (36)                                             | ASSU                                                     | Sérgio Alves (ABC)                                       | 11                                                       |
| 87  | 2006    | Baraúnas (1)                                             | Potiguar (2)                                             | América                                                  | Luciano Paraíba (Baraúnas)                               | 11                                                       |
| 88  | 2007    | ABC (49)                                                 | América (37)                                             | Potiguar                                                 | Wallyson (ABC)                                           | 10                                                       |
| 89  | 2008    | ABC (50)                                                 | Potiguar (3)                                             | América                                                  | Quirino (Potyguar)                                       | 9                                                        |
| 90  | 2009    | ASSU (1)                                                 | Potyguar (1)                                             | ABC                                                      | Lúcio (América)                                          | 15                                                       |
| 91  | 2010    | ABC (51)                                                 | Corintians (2)                                           | América                                                  | João Paulo (ABC)                                         | 17                                                       |
| 92  | 2011    | ABC (52)                                                 | Santa Cruz (1)                                           | América                                                  | Quirino (Santa Cruz) André Neles (América)               | 10                                                       |
| 93  | 2012    | América (33)                                             | ABC (26)                                                 | Baraúnas                                                 | Zé Paulo (Santa Cruz)                                    | 10                                                       |
| 94  | 2013    | Potiguar (2)                                             | América (38)                                             | ABC                                                      | Rodrigo Silva (ABC) Cascata (América) Ebinho (Potiguar)  | 6                                                        |
| 95  | 2014    | América (34)                                             | Globo (1)                                                | Alecrim                                                  | Ricardo Lopes (Globo)                                    | 11                                                       |
| 96  | 2015    | América (35)                                             | ABC (27)                                                 | Globo                                                    | Kayke (ABC)                                              | 12                                                       |
| 97  | 2016    | ABC (53)                                                 | América (39)                                             | Globo                                                    | Nando (ABC)                                              | 16                                                       |
| 98  | 2017    | ABC (54)                                                 | Globo (2)                                                | América                                                  | Nando (ABC)                                              | 9                                                        |
| 99  | 2018    | ABC (55)                                                 | América (40)                                             | Santa Cruz de Natal                                      | Wallyson (ABC)                                           | 7                                                        |
| 100 | 2019    | América (36)                                             | ABC (28)                                                 | Globo                                                    | Jefinho (Potiguar)                                       | 13                                                       |
| 101 | 2020    | ABC (56)                                                 | América (41)                                             | Força e Luz                                              | Tiago Orobó (América) Jailson (ABC)                      | 10                                                       |
| 102 | 2021    | Globo (1)                                                | ABC (29)                                                 | Santa Cruz                                               | Wallace Pernambucano (América)                           | 14                                                       |
| 103 | 2022    | ABC (57)                                                 | América (42)                                             | Potiguar                                                 | Wallyson (ABC)                                           | 10                                                       |
| 104 | 2023    | América (37)                                             | ABC (30)                                                 | Potiguar                                                 | Wallace Pernambucano (América)                           | 10                                                       |
| 105 | 2024    | América (38)                                             | Santa Cruz de Natal (1)                                  | ABC                                                      | Paulinho (Santa Cruz de Natal)                           | 10                                                       |
| 106 | 2025    | América (39)                                             | ABC (31)                                                 | Laguna                                                   | Alisson Farias (Santa Cruz de Natal)[carece de fontes?]  | 8                                                        |

O campeão foi o América segundo pesquisas de Everaldo Lopes, Rogério Torquato e Carlos Nascimento. O campeão foi o ABC segundo as listas tradicionais publicadas em vários livros, jornais e revistas.

## Títulos

### Por clube
| Clube                                 | Campeão | Anos dos Títulos | Vice | Anos dos Vices |
| ------------------------------------- | ------- | --- | ---- | --- |
| ABC (Natal)                           | 57      | 1920, 1921, 1923, 1925, 1926, 1928, 1929, 1932, 1933, 1934, 1935, 1936, 1937, 1938, 1939, 1940, 1941, 1944, 1945, 1947, 1950, 1953, 1954, 1955, 1958, 1959, 1960, 1961, 1962, 1965, 1966, 1970, 1971, 1972, 1973, 1976, 1978, 1983, 1984, 1990, 1993, 1994, 1995, 1997, 1998, 1999, 2000, 2005, 2007, 2008, 2010, 2011, 2016, 2017, 2018, 2020, 2022 | 31   | 1922, 1927, 1930, 1931, 1946, 1948, 1949, 1951, 1956, 1957, 1963, 1964, 1968, 1969, 1974, 1975, 1977, 1979, 1980, 1986, 1988, 1989, 1991, 1992, 1996, 2012, 2015, 2019, 2021, 2023, 2025                                                                   |
| América de Natal (Natal)              | 39      | 1919, 1920, 1922, 1924, 1926, 1927, 1930, 1931, 1946, 1948, 1949, 1951, 1952, 1956, 1957, 1967, 1969, 1974, 1975, 1977, 1979, 1980, 1981, 1982, 1987, 1988, 1989, 1991, 1992, 1996, 2002, 2003, 2012, 2014, 2015, 2019, 2023, 2024, 2025 | 42   | 1921, 1923, 1925, 1928, 1929, 1933, 1934, 1935, 1937, 1938, 1939, 1940, 1943, 1944, 1945, 1953, 1954, 1955, 1958, 1959, 1970, 1971, 1973, 1976, 1978, 1983, 1984, 1985, 1990, 1993, 1994, 1998, 1999, 2001, 2004, 2005, 2007, 2013, 2016, 2018, 2020, 2022 |
| Alecrim (Natal)                       | 7       | 1924, 1925, 1963, 1964, 1968, 1985, 1986 | 5    | 1960, 1965, 1966, 1972, 1982 |
| Potiguar de Mossoró (Mossoró)         | 2       | 2004, 2013 | 3    | 1997, 2006, 2008 |
| Santa Cruz Esporte e Cultura (Natal)  | 1       | 1943 | 4    | 1941, 1947, 1950, 1952 |
| Centro Esportivo (Natal)              | 1       | 1921 | 2    | 1919, 1920 |
| Corintians de Caicó (Caicó)           | 1       | 2001 | 2    | 2002, 2010 |
| Baraúnas (Mossoró)                    | 1       | 2006 | 2    | 1981, 1987 |
| Globo (Ceará Mirim)                   | 1       | 2021 | 2    | 2014, 2017 |
| ASSU (Assu)                           | 1       | 2009 | 0    | |
| SC de Natal (Natal)                   | 0       | | 2    | 1932, 1936 |
| São Gonçalo (São Gonçalo do Amarante) | 0       | | 2    | 2000, 2003 |
| Atlético Potiguar (Natal)             | 0       | | 1    | 1961 |
| Globo SC (Natal)                      | 0       | | 1    | 1962 |
| Riachuelo (Natal)                     | 0       | | 1    | 1967 |
| Desportiva (Ipanguaçu)                | 0       | | 1    | 1995 |
| Potyguar (Currais Novos)              | 0       | | 1    | 2009 |
| Santa Cruz (Santa Cruz)               | 0       | | 1    | 2011 |
| Santa Cruz de Natal (Natal)           | 0       | | 1    | 2024 |

### Por cidade
| Cidade      | Títulos |
| ----------- | ------- |
| Natal       | 105     |
| Mossoró     | 3       |
| Caicó       | 1       |
| Assu        | 1       |
| Ceará-Mirim | 1       |

### Campeões consecutivos

#### Decacampeonatos
- ABC: 1 vez (1932-33-34-35-36-37-38-39-40-41)

#### Pentacampeonatos
- ABC: 1 vez (1958-59-60-61-62)

#### Tetracampeonatos
- ABC: 2 vezes (1970-71-72-73, 1997-98-99-00)
- América de Natal: 1 vez (1979-80-81-82)

#### Tricampeonatos
- ABC: 3 vezes (1953-54-55, 1993-94-95, 2016-17-18)
- América de Natal: 2 vezes (1987-88-89, 2023-24-25)

#### Bicampeonatos
- América de Natal: 10 vezes (1919-20, 1926-27, 1930-31, 1948-49, 1951-52, 1956-57, 1974-75, 1991-92, 2002-03, 2014-15)
- ABC: 8 vezes (1920-21, 1925-26, 1928-29, 1944-45, 1965-66, 1983-84, 2007-08, 2010-11)
- Alecrim: 3 vezes (1924-25, 1963-64, 1985-86)

## Participações no Campeonato Brasileiro
| Clube                 | Série A           | Série A        | Série A         | Série A                 | Série A | Série B           | Série B | Série B | Série C           | Série C | Série C | Série D           | Série D |
| Clube                 | Total (1959–2025) | TB (1959–1968) | RGP (1967–1970) | Brasileirão (1971–2020) | R       | Total (1971–2024) | P       | R       | Total (1980–2024) | P       | R       | Total (2009–2024) | P       |
| --------------------- | ----------------- | -------------- | --------------- | ----------------------- | ------- | ----------------- | ------- | ------- | ----------------- | ------- | ------- | ----------------- | ------- |
| América de Natal      | 15                | 1              | 0               | 14                      | 3       | 24                | 2       | 3       | 7                 | 2       | 2       | 7                 | 1       |
| ABC                   | 14                | 7              | 0               | 7                       | –       | 21                | –       | 4       | 14                | 5       | 1       | 2                 | 1       |
| Alecrim               | 3                 | 0              | 0               | 3                       | –       | 2                 | –       | –       | 3                 | –       | 1       | 2                 | 1       |
| Potiguar de Mossoró   | 1                 | 0              | 0               | 1                       | –       | 0                 | –       | –       | 10                | –       | –       | 5                 | –       |
| Baraúnas              | 0                 | 0              | 0               | 0                       | –       | 3                 | –       | –       | 6                 | –       | 1       | 2                 | 1       |
| Globo                 | 0                 | 0              | 0               | 0                       | –       | 0                 | –       | –       | 2                 | –       | 1       | 5                 | 1       |
| Corintians de Caicó * | 0                 | 0              | 0               | 0                       | –       | 0                 | –       | –       | 2                 | –       | –       | 0                 | –       |
| São Gonçalo-RN *      | 0                 | 0              | 0               | 0                       | –       | 0                 | –       | –       | 2                 | –       | –       | 0                 | –       |
| Santa Cruz-RN         | 0                 | 0              | 0               | 0                       | –       | 0                 | –       | –       | 1                 | –       | –       | 1                 | –       |
| Pauferrense *         | 0                 | 0              | 0               | 0                       | –       | 0                 | –       | –       | 1                 | –       | –       | 0                 | –       |
| ASSU                  | 0                 | 0              | 0               | 0                       | –       | 0                 | –       | –       | 0                 | –       | –       | 1                 | –       |
| Santa Cruz de Natal   | 0                 | 0              | 0               | 0                       | –       | 0                 | –       | –       | 0                 | –       | –       | 1                 | –       |

Status dos clubes no Campeonato Brasileiro de Futebol de 2020:
|   | Série A de 2020                          |
|   | Série B de 2020                          |
|   | Série C de 2020                          |
|   | Série D de 2020                          |
| * | Clubes Inativos, Licenciados ou Extintos |

## Registros
- Devido à falta de registros históricos, ocorrem muitas dúvidas sobre os campeões dos torneios ou se houve mais de um torneio durante a temporada. Isso acarreta a consideração de mais de um clube como campeão estadual daquela temporada, pois  os clubes se autodenominam campeões potiguares, sendo muitos desses títulos não reconhecidos pela Federação Norte-rio-grandense de Futebol.

## Maiores torcidas do Rio Grande do Norte
Pesquisa divulgada pela Federação Norte-rio-grandense de Futebol (FNF) em 15 de janeiro de 2016
1. ABC: 30%
2. América: 28,82%
3. Baraúnas: 10,59%
4. Potiguar de Mossoró: 9,02%
5. Assu: 3,33%
6. Globo: 3,14%
7. Palmeira de Goianinha: 2,94%
8. Alecrim: 1,57%
9. Coríntians de Caicó: 0,98%
10. Centenário: 0,20%